# Amanecer (barrio de Temuco)
Amanecer, también llamado Antiguo Amanecer, es un barrio de la ciudad de Temuco, Chile.

## Toponimia
La organización cuyos miembros se convirtieron en los primeros habitantes del barrio, fue creada en mayo de 1962 con el nombre de Comité de Pobladores sin Casa pero, a fines del mismo año, se cambió su denominación al de Cooperativa en formación Amanecer. De allí, nació el nombre del barrio.

## Geografía

### Límites
Según las primeras páginas del libro Tu historia, nuestra historia: barrio Amanecer (2014), sus límites son la calle Florencia, por el norte; la calle Parma y la línea recta imaginaria que la prolonga hacia el sur, por el este; los bordes meridional y suroriental del pasaje A, por el sureste; el río Cautín, por el sur; y las calles Mantua y Ancona, además de la prolongación imaginaria de la calle Palermo entre las dos arterias antes mencionadas, por el oeste.
Pero, en realidad, luego, en la misma publicación, se describen estos límites como el área intervenida por el programa gubernamental Quiero Mi Barrio (reemplazando, en dicha descripción, a la calle Parma por Bérgamo).
Los verdaderos límites de Amanecer, establecidos en los planos de la Municipalidad de Temuco, son el borde septentrional de la calle Florencia, por el norte; el borde occidental de la calle Imperia y su prolongación hacia el sur, por el oeste; el río Cautín, por el sur; los bordes meridional y suroriental del pasaje A, por el sureste; y el borde oriental de la calle Bérgamo y la línea imaginaria que lo prolonga hacia el sur, por el este.

### Barrios limítrofes
Amanecer limita con los siguientes barrios:
| Noroeste: Unión Amanecer   | Norte: Unión Amanecer y 21 de Mayo | Nordeste: 21 de Mayo |
| Oeste: Ampliación Amanecer |                                    | Este: Cruz del Sur   |
|                            |                                    |                      |

## Historia

### Antecentes
El Comité de Pobladores sin Casa fue creado el domingo, 27 de mayo de 1962, en una sede del club Deportivo Dreves, siendo sus miembros personas no propietarias de viviendas, que alquilaban en el barrio Dreves de Temuco. La organización tenía como objetivo la adquisición de sitios para la posterior construcción de los hogares de sus afiliados, y con el paso del tiempo, sumó nuevos miembros provenientes de áreas rurales y pequeñas localidades de todo el sur de Chile, además de habitantes de la zona costera que decidieron alejarse del mar luego del maremoto de 1960. El total de socios fue de 310. En diciembre de 1962, para poder acceder a las políticas públicas impulsadas por el gobierno de turno, se cambió el nombre de la organización al de Cooperativa en formación Amanecer.
Los directivos honorarios, Manuel Labbé y Rigoberto Montenegro, junto al diputado Jorge Lavandero, y el tesorero Manuel Geisser se convirtieron en figuras relevantes a la hora de encontrar un terreno y negociar con sus dueños, además de conseguir la asesoría de abogados, topógrafos y otros técnicos.
El lugar escogido fue un terreno de 13,5 hectáreas ubicado fuera del área urbana de Temuco (en ese tiempo, la ciudad llegaba, por el sur, hasta el barrio Lavanderos, y entre esta frontera y lo que sería Amanecer, solamente se encontraba el Colegio Universitario Regional, lo que hoy es el campus Andrés Bello de la Universidad de La Frontera –UFRO–), al que se accedía a través del camino Los Castaños (calle Los Castaños de nuestros días), y perteneciente a Julián Barroso Illesca, quien deseaba venderlo para conseguir recursos monetarios con los cuales levantar el actual edificio Barroso. El terreno limitaba, por el sur, con el río Cautín (que, en esa época, tenía un brazo a la altura de la calle Milano); por el oeste, con los predios de la familia Jara (hoy, el barrio Unión Amanecer); y por el norte, con el campo de los Mora (barrio Aquelarre). Cada sitio costaba 105 000$ de la época y las familias afiliadas debían cancelarlos al comité en cuotas mensuales de 5000$. El diputado Lavandero realizó un aporte de 200 000$ a la organización. Cuando se contó con 8 000 000$, se pagó a Barroso dicha cantidad como adelanto por el terreno, y el resto se pactó a través de letras de cambio, en tres cuotas cuyo monto no está registrado claramente en las fuentes, pero el total, sumando el adelanto y las cuotas, habría llegado a 13 000 000$. Sin embargo, la cooperativa no pudo pagar la tercera letra debido a que algunas personas no se hicieron cargo de sus cuotas y faltaron 600 000$. Entonces, la cooperativa tuvo que buscar nuevos socios que quisieran pagar los sitios cuya cancelación de la deuda había quedado inconclusa, eso con el tiempo en contra pues se corría el riesgo de perder el dinero y el terreno si no se pagaba en la fecha estipulada en el contrato. Finalmente, la deuda fue renegociada y los miembros de la organización no solamente pudieron conseguir las escrituras de sus sitios sino que, meses antes de oficializada la venta, Barroso permitió la entrada al predio para que se realizaran tareas de limpieza y desbrozo. Cuando el terreno ya fue legalmente de la cooperativa, se contrató a un topógrafo para que lo dividiera en más de 300 sitios. No todos los sitios eran iguales pero tenían una dimensión promedio de 10 por 30 metros cada uno. También, se trazaron los caminos que se convertirían en calles, y se definieron los espacios públicos (las canchas, la plaza, la escuela, la capilla y la sede social). Una vez numerados, los sitios fueron sorteados.
Pese a aquellos logros, los pobladores no pudieron acceder al lugar ya que Germán Becker, el alcalde de Temuco, no consideraba al grupo una cooperativa sino un movimiento desordenado y sin dirección, y la municipalidad declaró el terreno no habitable por no poseer servicios de electricidad y alcantarillado, además de inundarse en tiempo de lluvia. Los dueños de los campos adyacentes también estaban reticentes a la llegada de sus nuevos vecinos. Manuel Labbé, quien se había convertido en regidor por Temuco y en asesor de la cooperativa, intentó defender a los socios frente a las otras autoridades pero, en julio de 1963, se informó que se interpuso una orden judicial para impedir el acceso al terreno. La madrugada del domingo, 16 de agosto de 1964, incentivados por Lavandero, Labbé y Montenegro, 15 miembros de la cooperativa y algunas de las familias propietarias (45 personas en total, según el parte policial) realizaron un intento de toma de su propio terreno, siendo detenidos por Carabineros cuando se movilizaban en una caravana de camiones (entre 7 y 14, según distintas fuentes), a 500 metros del predio, a la altura de la actual UFRO. A la mañana siguiente, Lavandero y Montenegro realizaron las gestiones para liberar al grupo, el que pudo trasladarse, luego, al predio.

### Primeros años
Los habitantes de Amanecer construyeron el barrio con solidaridad y cooperación mutua. La primera tarea, además de levantar sus casas, fue habilitar una nueva entrada por el camino Temuco-Nueva Imperial, ya que la vuelta por Los Castaños era demasiado larga. Para ello, se compró la quinta de la familia Mora.
En abril de 1965, se abrió la Escuela Fiscal Amanecer n.º 71 en un inmueble de la calle Venecia, construido por los propios vecinos gracias a donaciones de materiales realizadas, en su mayoría, por el diputado Lavandero. Contaba con una oficina para el director y dos aulas. Su primer director fue el profesor Jubal Varas.
A un año de aquel 15 de agosto de 1964, establecida oficialmente como la fecha de fundación del barrio, ya se contabilizaban 120 viviendas.
En 1966, se inauguró una nueva sede de la Escuela n.º 71, ubicada en dependencias de la capilla del barrio. Tenía tres aulas, cocina, una galería y la casa del director. En 1968, en el establecimiento educacional, se implementaron talleres para adultos, que se impartieron durante dos años. También, se dictaron talleres de literatura, teatro, coro, ciencias, fútbol, baloncesto y tenis de mesa, entre otros.
Una tercera sede de la escuela fue inaugurada en 1972. En menos de diez años, se habían levantado la sede social, la escuela pública, una biblioteca, un centro cultural (Los Manantiales), un centro de padres, otro de madres, dos clubes deportivos (Deportivo Amanecer y San Jorge), canchas, una capilla católica y una iglesia bautista. Además, se habilitaron el agua potable y la luz.

### Crisis
En los años siguientes, el barrio vivió una crisis que se tradujo en las pérdidas de la sede social, el libro de actas y la directiva. Amanecer permaneció alrededor de tres años sin presidente en su junta de vecinos, y la sede fue demolida para realizar una reconstrucción, la cual no ocurrió sino hasta cuatro años después.

### Quiero Mi Barrio
Quiero Mi Barrio fue un programa del Ministerio de Vivienda y Urbanismo de Chile, implementado desde 2006 por la presidenta Michelle Bachelet, por medio del cual se mejoró la infraestructura y se recuperaron los espacios públicos de diferentes barrios a lo largo del país.
En Amanecer, los trabajos se iniciaron en la segunda mitad del año 2011 y se desarrollaron por casi cuatro años.
En el lugar donde, antiguamente, se emplazaban las canchas de fútbol, en la ribera del río Cautín, se construyó un área verde, el parque Venecia. La sede social (ahora, denominada Centro Comunitario Amanecer) fue reconstruida, y las plazas Venecia y Latina fueron remodeladas.

## Transporte

### Arterias viales
Existe en carpeta la construcción de la Costanera Amanecer, una avenida de una pista por sentido que recorrerá la ribera norte del río Cautín, entre la intersección de Las Quilas con Los Poetas, por el este, y la ruta S-40, por el oeste, ayudando a descongestionar la avenida Manuel Recabarren, y a mejorar la conectividad vial del macrosector Amanecer.

En el barrio Amanecer, esta vía pasará al sur del parque Venecia y, desde ella, podrá accederse al vecindario a través de las calles Torino y Venecia.

## Deportes
Amanecer cuenta con dos clubes deportivos creados antes de que el barrio cumpliera diez años: Deportivo Amanecer y San Jorge. En la actualidad, sus dirigentes han establecido una agenda de colaboración mutua.
Además, luego de repetidas quejas de vecinos que aseguraban que los espacios públicos eran ocupados por jóvenes para el consumo de drogas, el futbolista y director técnico Álex Loncomán inauguró una organización cultural y deportiva llamada Antiguo Amanecer, con el objetivo de rescatar a niños y jóvenes de las adicciones.

## Personajes
- Hugo Alister, literato.[1]